# Манжерок (село)
Манжеро́к (алт. Манјӱрек—Мынжурок - Мын - тысяча, Журок - сердце, тысяча сердец) село на территории Манжерокского сельского поселения Майминского района Республики Алтай России. Расположено на берегу реки Катуни, в 34 км от села Майма, на 470 км Чуйского тракта.

## История
Основано в 1856 г. крестьянами-переселенцами. Местные алтайцы-кочевники, глядя на русских, живших оседло, стали перенимать русские обычаи. Появились смешанные браки.
К 1875 году Манжерок стал крупным населённым пунктом. В том же году майминский торговец скотом Ефим Чендеков построил церковь, дав ей имя своего святого Евфимия Великого. 15 октября, в Ефимов день, он приезжал в село на молебен. В 1883 г. была открыта церковно-приходская школа.
К 1890-м годам в Манжероке насчитывалось 35 дворов, из них 7 принадлежало коренным русским. К 1910 г. русских в селе стало больше. В 1917 г. было 60—70 дворов.
До революции основным занятием жителей было скотоводство. Земледелием занимались немногие: сеяли овёс, просо, гречиху и сажали картофель. Манжерокцы жгли древесный уголь, известь, курили смолу, дёготь, рубили лес и сплавляли его по Катуни, торговали со степными сёлами. В 1932 г. была построена база отдыха работников обкома и облисполкома. В 1941 г. помещения базы были заняты детским лагерем. В 1963 г. был построен пионерский лагерь им. В. И. Ленина.
В 1966 году певица Эдита Пьеха исполнила песню под названием «Манжерок» («Расскажи-ка мне, дружок, что такое Манжерок?..»), посвящённую проходившему под селом фестивалю советско-монгольской дружбы. Песня приобрела большую популярность.
В Манжероке проводилось много натурных съёмок фильмов «Живёт такой парень» и «Ваш сын и брат». В 1970-е годы работала мебельная фабрика. В годы перестройки наблюдалось запустение.
22 февраля 2003 года близ Манжерока  погиб мэр Барнаула Владимир Баварин.

## Население
| 2008  | 2009  | 2010  | 2011  | 2012  | 2013  | 2014  |
| ----- | ----- | ----- | ----- | ----- | ----- | ----- |
| 1615  | ↗1673 | ↘1535 | ↗1538 | ↘1526 | ↗1556 | ↗1558 |
| 2015  | 2016  |       |       |       |       |       |
| ↗1598 | ↘1567 |       |       |       |       |       |

## Инфраструктура
В селе есть АЗС, магазины, рестораны с национальной кухней, кафе, Межецкие, отделения Сбербанка России и Почты России.

## Туризм

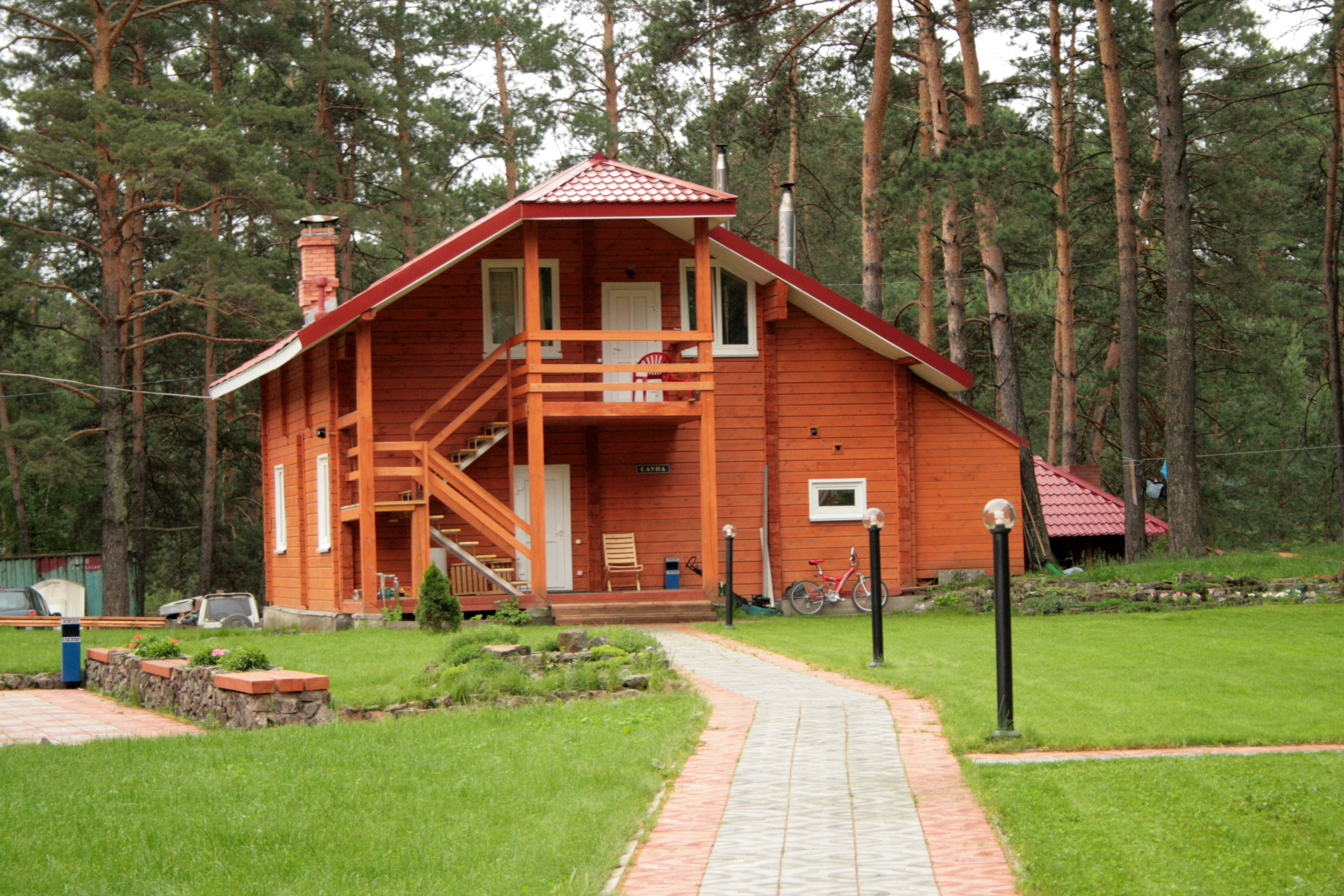
Один из корпусов парк-отеля «Манжерок»

На южной окраине есть источник минерализованной питьевой воды «Манжерокский», имеющий статус памятника природы.
В районе села расположены туркомплексы «Манжерок», парк-отель «Манжерок», «Шале „Прискальный“», турбаза «Катунские пороги», гостевой дом "Отдохни" у Межецких. Широко распространена сдача жилья в частных домах. В 2 км от села находится излюбленное туристами место — озеро Манжерокское.
Напротив села расположен одноимённый порог на реке Катуни.